# Weidevogelbescherming
Onder weidevogelbescherming worden alle maatregelen verstaan die het beschermen van weidevogels tot doel hebben. 

## Methoden

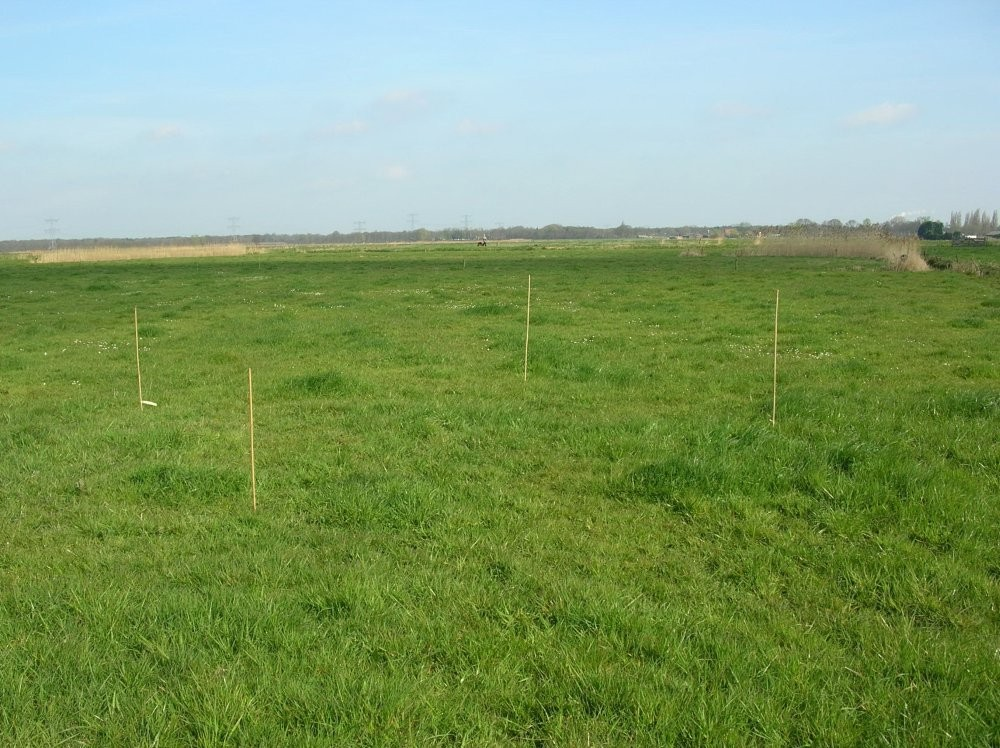
Voorbeeld van directe bescherming in het veld; Het afzetten van een nest

Weidevogelbescherming kan geschieden op de volgende drie manieren.
1. Directe bescherming in het veld (nestbescherming)
2. Bescherming door middel van biotoopverbetering (beheersmaatregelen)
3. Behoud van pleisterplaatsen en overwinteringsgebieden.

### Directe bescherming in het veld
Al sinds de jaren 70 zijn vrijwilligers, in samenwerking met agrariërs en loonwerkers, actief in het zoeken en markeren van weidevogelnesten. Nesten van weidevogels worden, bij voorkeur al in het begin van de broedperiode (eind maart), gezocht door gehele akkers na te lopen, door te wachten op weidevogels die naar hun nest terugkeren, of door vogels te signaleren die juist bij hun nest wegvliegen. Vervolgens wordt een markering aangebracht, veelal door bamboestokken of wilgentenen voor en achter het nest van weidevogels te plaatsen. Door deze markering kunnen agrariërs en loonwerkers om de nesten heen werken. Ook kunnen op plaatsen waar door bijvoorbeeld vee gelopen wordt, nestbeschermers worden aangebracht. Onderzoek heeft aangetoond dat door weidevogelbescherming circa 70% van de gelegde eieren ook daadwerkelijk wordt uitgebroed. Tegenwoordig is een groot netwerk van vrijwilligers aanwezig in Nederland. In iedere provincie zijn vrijwilligersgroepen actief. Deze groepen worden ondersteund door Landschapsbeheer Nederland.

### Biotoopverbetering
Uit onderzoek van onder andere Schekkerman bleek dat een grote factor in de achteruitgang van de weidevogelstand, de kuikenoverleving is. De nesten komen wel uit, maar de weidevogelkuikens hebben nauwelijks overlevingskansen in de intensieve landbouwgebieden. Daarom wordt er sinds de jaren 90 gezocht naar maatregelen om de opgroeibiotoop van weidevogelkuikens te verbeteren (ter vergroting van de overlevingskans). Hierbij kan gedacht worden aan verlaat maaien, kruidenrijk grasland, voorbeweiden, het creëren van plas-dras-situaties en randenbeheer. Doordat een agrariër deze maatregelen uitvoert, zal hij zijn bedrijfsvoering moeten aanpassen, wat resulteert in verlaagde opbrengsten. Om deze reden wordt bij het verbeteren van het weidevogelbiotoop gewerkt met overheidssubsidies. Ook terreinbeheerders kunnen subsidie aanvragen om in hun reservaten het beheer optimaal uit te voeren.

### Behoud van pleisterplaatsen en overwinteringsgebieden
Alle weidevogels trekken ieder najaar naar zuidelijker streken. Tijdens deze trek wordt er gestopt op zogenoemde pleisterplaatsen. Hier foerageren de vogels en komen ze op krachten. Gebleken is dat deze gebieden van essentieel belang zijn voor de overleving van de populaties. Uiteindelijk komen de vogels in groten getale aan in de overwinteringsgebieden. Hier verblijven ze de rest van de winter om op te vetten en weer in conditie te komen. In het voorjaar trekken de vogels weer terug naar onder andere Nederland. Doordat de groepen vogels jaar na jaar op deze pleisterplaatsen en overwinteringsgebieden terugkeren, spelen de gebieden een cruciale rol in hun voortbestaan. Internationale erkenning en bescherming van deze gebieden is naast nestbescherming en biotoopverbetering van groot belang. Organisaties als Vogelbescherming Nederland en Birdlife International zetten zich hiervoor in.